# Aricia macedonica
Aricia macedonica är en fjärilsart som beskrevs av Ruggero Verity 1936. Aricia macedonica ingår i släktet Aricia och familjen juvelvingar. Inga underarter finns listade i Catalogue of Life.